# Mindaugas Griškonis
Mindaugas Griškonis (Vilna, URSS, 17 de enero de 1986) es un deportista lituano que compitió en remo.
Participó en  Juegos Olímpicos de Verano, obteniendo una medalla de plata en Río de Janeiro 2016, en la prueba de doble scull, el octavo lugar en Pekín 2008, el octavo en Londres 2012 y el sexto en Tokio 2020, en scull individual.
Ganó dos medallas de bronce en el Campeonato Mundial de Remo, en los años 2015 y 2018, y siete medallas en el Campeonato Europeo de Remo entre los años 2007 y 2018.

## Palmarés internacional
| Juegos Olímpicos   | Juegos Olímpicos        | Juegos Olímpicos  | Juegos Olímpicos |
| Año                | Lugar                   | Medalla           | Prueba           |
| ------------------ | ----------------------- | ----------------- | ---------------- |
| 2016               | Río de Janeiro (Brasil) | Medalla de plata  | Doble scull      |
| Campeonato Mundial |                         |                   |                  |
| Año                | Lugar                   | Medalla           | Prueba           |
| 2015               | Aiguebelette (Francia)  | Medalla de bronce | Scull individual |
| 2018               | Plovdiv (Bulgaria)      | Medalla de bronce | Scull individual |
| Campeonato Europeo |                         |                   |                  |
| Año                | Lugar                   | Medalla           | Prueba           |
| 2007               | Poznań (Polonia)        | Medalla de plata  | Scull individual |
| 2009               | Brest (Bielorrusia)     | Medalla de oro    | Scull individual |
| 2011               | Plovdiv (Bulgaria)      | Medalla de oro    | Scull individual |
| 2012               | Varese (Italia)         | Medalla de oro    | Scull individual |
| 2014               | Belgrado (Serbia)       | Medalla de bronce | Scull individual |
| 2016               | Brandeburgo (Alemania)  | Medalla de plata  | Scull individual |
| 2018               | Glasgow (Reino Unido)   | Medalla de plata  | Scull individual |